# Георги Пенев (адмирал)
Вижте пояснителната страница за други личности с името Георги Пенев.
Георги Пенев Пенев е български флотски офицер, контраадмирал (генерал-майор).

## Биография
Роден е на 19 август 1969 г. в Провадия. През 1989 г. завършва ЕСПУ. От 1989 до 1994 г. учи във Военноморското училище във Варна. Започва службата си като командир на щурманска бойна част на фрегата в дивизион патрулни кораби. Между 1995 и 1997 г. е командир на противоподводна бойна част на фрегата в дивизион патрулни кораби. В периода 1997 – 2003 г. е старши помощник-командир на фрегата в дивизион патрулни кораби.
От 2003 г. до 2005 г. завършва „Организация и управление на ОТФ от ВМС“ във Военната академия в София.
След това до 2007 г. е командир на фрегата. От 2007 до 2011 г. е началник на щаба на дивизион патрулни кораби, като от 2007 до 2009 г. е временно изпълняващ длъжността командир на дивизиона. От 2011 до 2013 г. е командир на дивизион патрулни кораби.
От 2013 г. до 2014 г. завършва курс „Стратегическо ръководство на отбраната и въоръжените сили“ във Военната академия в София.
Между 2014 и 2016 г. е началник-щаб на флотилия бойни и спомагателни кораби в Бургас. От 2016 г. е началник на щаба на Военноморските сили. От 6 май 2018 г. е флотилен адмирал и заместник-командир на Военноморските сили. На 5 юли 2024 г. е освободен от длъжността заместник-командир на Военноморските сили и назначен за национален военен представител в Националното военно представителство в Съюзното командване по операциите в Монс, Белгия и двете считани от 12 юли 2024 г. От 19 декември 2024 г. е повишен в звание контраадмирал.

## Образование
- Висше военноморско училище „Никола Вапцаров“ 1989 – 1994
- Военна академия „Г.С.Раковски“, София 2003 – 2005, „Организация и управление на ОТФ от ВМС“
- Военна академия „Г.С.Раковски“, София 2013 – 2014, курс „Стратегическо ръководство на отбраната и въоръжените сили“

## Военни звания
- Лейтенант (1994)
- Старши лейтенант (1996)
- Капитан-лейтенант (1999)
- Капитан III ранг (2003)
- Капитан II ранг (2006)
- Капитан I ранг (2011)
- Флотилен адмирал (6 май 2018)
- Контраадмирал (19 декември 2024)